# Doraemon: Nobita ở vương quốc chó mèo
Doraemon: Nobita ở vương quốc chó mèo (Nhật: ドラえもん のび太のワンニャン時空伝 Hepburn: Doraemon: Nobita no Wan Nyan Jikūden, n.đ. Doraemon: Câu chuyện chó mèo thời - không của Nobita) là phim hoạt hình khoa học viễn tưởng về chú mèo máy Doraemon đạo diễn bởi Shibayama Tsutomu. Nội dung phim kể về tình bạn xuyên thời gian của Nobita và chú chó Ichi bắt nguồn từ việc Nobita đem những con chó mèo bị chủ bỏ rơi đem về thời cổ đại xây dựng một vương quốc riêng cho chúng. Tuy nhiên "Ướt sũng" - con mèo từng bị con người đánh đập tàn nhẫn ghi hận và căn dặn con cháu trả thù. Tập phim này sau đó được họa sĩ Okada Yasunori (Fujiko Pro) chuyển thể thành truyện tranh, được đăng trên tạp chí CoroCoro Comic từ tháng 2 đến tháng 3 năm 2004 và trở thành bộ truyện dài thứ 24 cũng như trở thành phim chủ đề thứ 25. Phim được công chiếu vào ngày 6 tháng 3 năm 2004 tại Nhật Bản. Sau Nhật Bản, phim được phát hành tại một số quốc gia trên thế giới: Hồng Kông (chiếu rạp 3 tháng 8 năm 2006), Thái Lan (chiếu rạp 19 tháng 10 năm 2006), Bắc Đài Loan (chiếu rạp 25 tháng 1 năm 2008) và Hàn Quốc (phát sóng truyền hình 1 tháng 5 năm 2014).
Ca khúc mở đầu là "Doraemon no Uta" (ドラえもんのうた, dịch nghĩa Bài hát về Doraemon) do Yamano Satoko trình bày và ca khúc kết thúc là "YUME Biyori" (YUME日和, dịch nghĩa Ngày đẹp như mơ) do Shimatani Hitomi trình bày. Tại Việt Nam, phim từng được Công ty Cổ phần Truyền thông Trí Việt mua bản quyền và phát sóng trên kênh HTV3 lần đầu vào ngày 29 tháng 3 năm 2013. Ca khúc tiếng Việt mở đầu là "Doraemon" do Huyền Chi trình bày
và kết thúc là "Ngày đẹp như mơ" do Ngọc Châu trình bày.

## Tổng quan
Doraemon nguyên là một manga nhiều tập được họa sĩ Fujiko Fujio sau này là Fujiko F. Fujio đăng trên các tạp chí khác nhau của Shogakukan. Sau đó từ năm 1980 những thước phim chủ đề Doraemon định kì được ra mắt vào tháng 3 hàng năm mở đầu là phim Doraemon: Chú khủng long của Nobita. Là phim chủ đề cuối cùng thuộc giai đoạn 1 (1980-2004), phim được lấy cảm hứng từ chương truyện Vương quốc của chú chó Ichi trong tập truyện ngắn thứ 22. Bộ phim đã thu về 2,79 tỉ Yên doanh thu tại phòng vé.

## Nội dung

Bìa truyện Nobita ở vương quốc chó mèo

Truyện bắt đầu khi Nobita bắt gặp một chú chó dễ thương ở sân bóng. Cậu mang nó về nhà và đặt tên là Số Một (Ichi). Trong một đêm mưa, Nobita và Doraemon gặp một con mèo đang dầm mưa, Nobita nhận nuôi nó, đặt tên là Ướt Sũng (Zubu). Tuy nhiên rắc rối xảy ra với Nobita khi mẹ cậu nghi ngờ rằng cậu đang nuôi động vật trong nhà. Khi rắc rối đó được giải quyết bằng một cỗ máy của Doraemon thì lại có một rắc rối khác: Đó là việc các chó mèo bỏ hoang đang bị dồn lên núi vì cảnh sát đang truy nã chúng. Nobita đã đưa chúng về thời điểm 300 triệu năm trước (khi con người và khủng long chưa hề tồn tại). Để các loài vật biết dùng máy để tạo ra thức ăn, Nobita đã dùng tia tiến hoá lên các con vật. Khi chơi đùa ngày hôm ấy, Nobita đã rủ thêm cả Shizuka, Jaian, Suneo và bỏ quên hai vật là một quả cầu của Kendama (một đồ chơi trẻ em Nhật) và máy tia tiến hoá. Nobita hẹn Số Một ngày mai sẽ quay về.
Ngày hôm sau, cả nhóm bạn lên đường. Nhưng do gặp phải lốc xoáy thời gian (gây ra rối loạn thời gian và ảnh hưởng xấu đến độ tuổi của người đi trên cỗ máy thời gian khi bị rơi vào vùng đó), cỗ máy thời gian đã hỏng và gửi cả nhóm Nobita về thời điểm cách đây 299 triệu năm. Cả nhóm ngạc nhiên khi thấy một thành phố hiện đại không kém gì Tokyo vào thời điểm 299 triệu năm trước! Trong lúc tham quan thành phố, nhóm Nobita vào một quán rượu. Ở đó Doraemon gặp Sami - một cô mèo vừa xinh đẹp vừa hát hay. Doraemon lao lên sân khấu tặng Sami một chuỗi ngọc trai. Đúng lúc đó có một con chó to tên là Daku cướp chuỗi ngọc rồi chạy mất. Jaian lao ra đánh vật với con chó đó (sau đó đánh vật với một con chó khác là Blutaro). Nó bèn ném chuỗi ngọc cho đồng bọn là Chiko. Cả nhóm Doraemon đuổi theo và bất chợt Nobita thấy một con chó không khác gì Số Một nhưng con chó không chịu nhận và tự xưng là Hachi (Somo). Cả nhóm bạn Doraemon đã biết được mục tiêu của nhóm Hachi là tìm bố mẹ mình trong một khu vui chơi giải trí và giúp đỡ nhóm Hachi.
Cả nhóm đột nhập vào khu vui chơi giải trí và gặp Nekojara (Hắc Miu, Hắc Miêu) - hậu duệ của con mèo Ướt Sũng. Với lòng hận thù con người vì đố xử thậm tệ với súc vật, Nekojara bắt cóc bố mẹ của nhóm bạn Hachi và ăn cắp Norazium (nguồn nhiên liệu như dầu thời ấy, ở dạng rắn) để tạo ra cỗ máy thời gian đến tương lai trả thù loài người. Nekojara biết cả nhóm Doraemon nhờ bản Danh sách bóng tối (sổ đen) - bản danh sách về bảo bối của Doraemon và lai lịch cả nhóm Doraemon do Ướt Sũng viết (về sau, bản danh sách đó bị đốt khi ngăn chặn Hachi). Vì vậy Nekojara bắt giữ Doraemon để sửa giúp máy tiến hoá. Để cứu ca sĩ Sami, Doraemon đã sửa chữa máy mà không hề biết Sami cùng dòng họ với Nekojara. Sau đó Doraemon đã bị giam cầm cùng nhóm Nobita (trừ Hachi). Nhưng họ vẫn thoát ra khỏi ngục và ngăn chặn âm mưu của Nekojara. Khi giao đấu, Hachi đã bị rơi xuống nước (mà Hachi vốn không biết bơi). Sau khi được Nobita cứu, Hachi nhận ra mình chính là Số Một nhờ quả cầu đồ chơi Kendama mà Nobita để quên ngày trước. Sau khi đánh bại Nekojara, Hachi đã dùng bức tượng bằng Norazium mà cậu đã đúc khi còn là tổng thống (Hachi được bầu làm tổng thống đầu tiên của vương quốc và làm nên cỗ máy thời gian để đi gặp Nôbita, nhưng do gặp phải lốc xoáy thời gian, Hachi bị biến thành một trẻ sơ sinh). Nekojara bị đánh bại, Hachi đành phải chia tay Nobita vì cậu còn trách nhiệm xây dựng thế giới chó mèo và cậu đã cùng cả nhóm quay về. Sau đó tất cả các chó, mèo quyết định di cư qua hành tinh khác và nói "hẹn một ngày nào đó con cháu chúng ta sẽ gặp lại nhau".
Tác phẩm liên quan
- Vương quốc của chú chó Ichi: Một chú chó hoang theo chân Nobita về nhà, cậu đem về nuôi bí mật và đặt tên là Ichi. Sáng hôm sau, Nobita phát hiện ra một chú mèo ở chung với Ichi, từ đó mà cậu phải đau đầu về thức ăn của chúng. Khi Doraemon giải quyết được vấn đề trên chưa được bao lâu thì đã bị bà Nobi phát giác, lại thêm bầy chó mèo lại tập trung trong rừng, Nobita đành đưa chúng về thời điểm con người và khủng long chưa xuất hiện. Để các loài vật biết dùng máy để tạo ra thức ăn, Nobita đã dùng tia tiến hoá lên các con vật. Hôm sau, Nobita và Doraemon biết được phế tích của nền văn minh vương quốc chó mèo, cả hai trở về lại quá khứ để tìm Ichi nhưng lại thấy một thành phố hiện đại đang vườn không nhà trống. Theo lời của một số cư dân cuối cùng cho biết Ichi là tổng thống đầu tiên của vương quốc và những cư dân ở đó đã di tản gần hết vì sẽ có thiên thạch đổ xuống Trái Đất.

## Bảo bối
| - Chong chóng tre - Nhà giấy dán tường - Máy mua hàng tự động - Máy sản xuất thức ăn chó mèo - Cánh cửa thần kì - Đèn pin thu nhỏ - Cỗ máy thời gian - Đèn chiếu tiến hoá (Đèn phóng xạ tiến hoá) - Tai chó mèo hoá trang | - Thuốc nhỏ mắt thôi miên - Máy ảnh tạo mốt - Súng bắn keo - Găng tay chuột chũi - Vòng xuyên thấu (chỉ xuất hiện trong phim) - Bóng đèn đêm (chỉ xuất hiện trong phim) - Kiếm điện quang - Găng tay bốc vác (chỉ xuất hiện trong manga) - Đèn pin phóng to |

## Sản xuất

### Nhà sản xuất
Bộ phim là sản phẩm của:
- Hãng hoạt hình Shinei (Shinei Animation)
- Nhà xuất bản Shogakukan
- Hãng truyền hình TV Asahi

### Lồng tiếng
| Nhân vật          | Diễn viên lồng tiếng      | Diễn viên lồng tiếng |
| Nhân vật          | Nhật Bản                  | Việt Nam             |
| ----------------- | ------------------------- | -------------------- |
| Doraemon          | Nobuyo Ōyama              | Thùy Tiên            |
| Nobita Nobi       | Noriko Ohara              | Anh Tuấn             |
| Shizuka Minamoto  | Michiko Nomura            | Ngọc Châu            |
| Jaian             | Kazuya Tatekabe           | Quốc Tín             |
| Suneo Honekawa    | Kaneta Kimotsuki          | Minh Vũ              |
| Hachi             | Megumi Hayashibara        | Hoàng Sơn            |
| Ichi lúc già      | Osamu Saka                | Hạnh Phúc            |
| Chiko             | Hitomi Shimatani          | Ái Phương            |
| Daku              | Tomokazu Seki             | Trường Tân           |
| Bulltaro          | Hisao Egawa               | Chơn Nhơn            |
| Shami             | Mika Kanai                | Khánh Vân            |
| Hắc Miêu          | Shigeru Izumiya           | Trần Vũ              |
| Nyago             | Toshio Furukawa           | Kiêm Tiến            |
| Tổng Thống        | Tōru Ōhira                | Bá Nghị              |
| Ướt sũng          | Yūko Mizutani             | Huy An               |
| Mẹ Hachi          | Keiko Han                 | Lê Hà                |
| Tama              | Nana Yamaguchi            | Thiên Di             |
| Mấy tên lính      | Shin Aomori Shinya Ōtaki  | Trí Luân, Trần Vũ    |
| Điệp viên         | Kenichi Ogata Bin Shimada | Đăng Thái            |
| Cảnh Sát          | Yuu Shimaka Kōzō Mito     | Gia Trí              |
| Ông bán cá        | Takashi Taguchi           | Quốc Quân            |
| Nyako             | Yūko Satō                 | Minh Triết           |
| Mẹ Nobita         | Sachiko Chijimatsu        | Minh Chuyên          |
| Bà nội của Nobita | Akiko Takamura            | Kiều Oanh            |
| Mẹ Jaian          | Kazuyo Aoki               | Kiều Oanh            |